# Forum for Democracy and Development
Forum for Democracy and Development (FDD) är ett politiskt parti i Zambia.
I parlamentsvalet den 27 december 2001 erövrade FDD 15,3 % av rösterna och 12 av 159 mandat. 
Samma dag fick partiets presidentkandidat, Christon Tembo 13,2 % i presidentvalet.
I valet den 28 september 2006 var partiet en del av valalliansen United Democratic Alliance.